# پانی‌پنم/بتامیپرون
پانی‌پنم/بتامیپرون(به انگلیسی: Panipenem/betamipron) یک آنتی بیوتیک کارباپنمی  است که توسط شرکت دایچی سانکیو ژاپن به بازار عرضه می‌شود. نخستین بار در سال ۱۹۹۳،  با نام تجاری Carbenin به بازار عرضه شد.
این دارو ترکیبی است از پانی‌پنم که یک آنتی بیوتیک کرباپنمی است و بتامیپرون که جهت مهار جذب کلیوی پانی‌پنم  و کاهش سمیت کلیه استفاده می‌شود.